# 上環
座標: 北緯22度17分07秒 東経114度09分05秒 / 北緯22.28524度 東経114.15139度

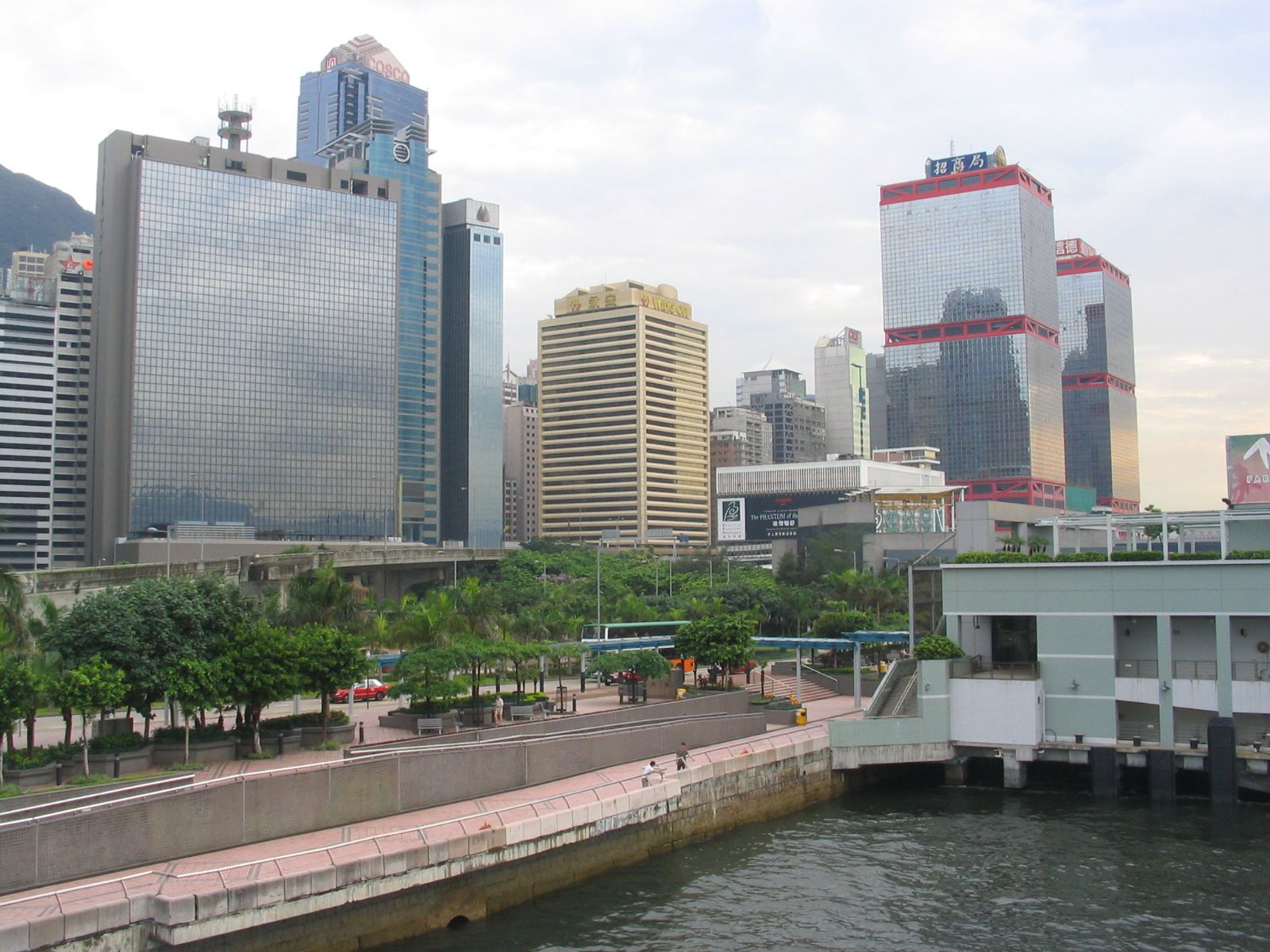
海岸沿いの商用ビル

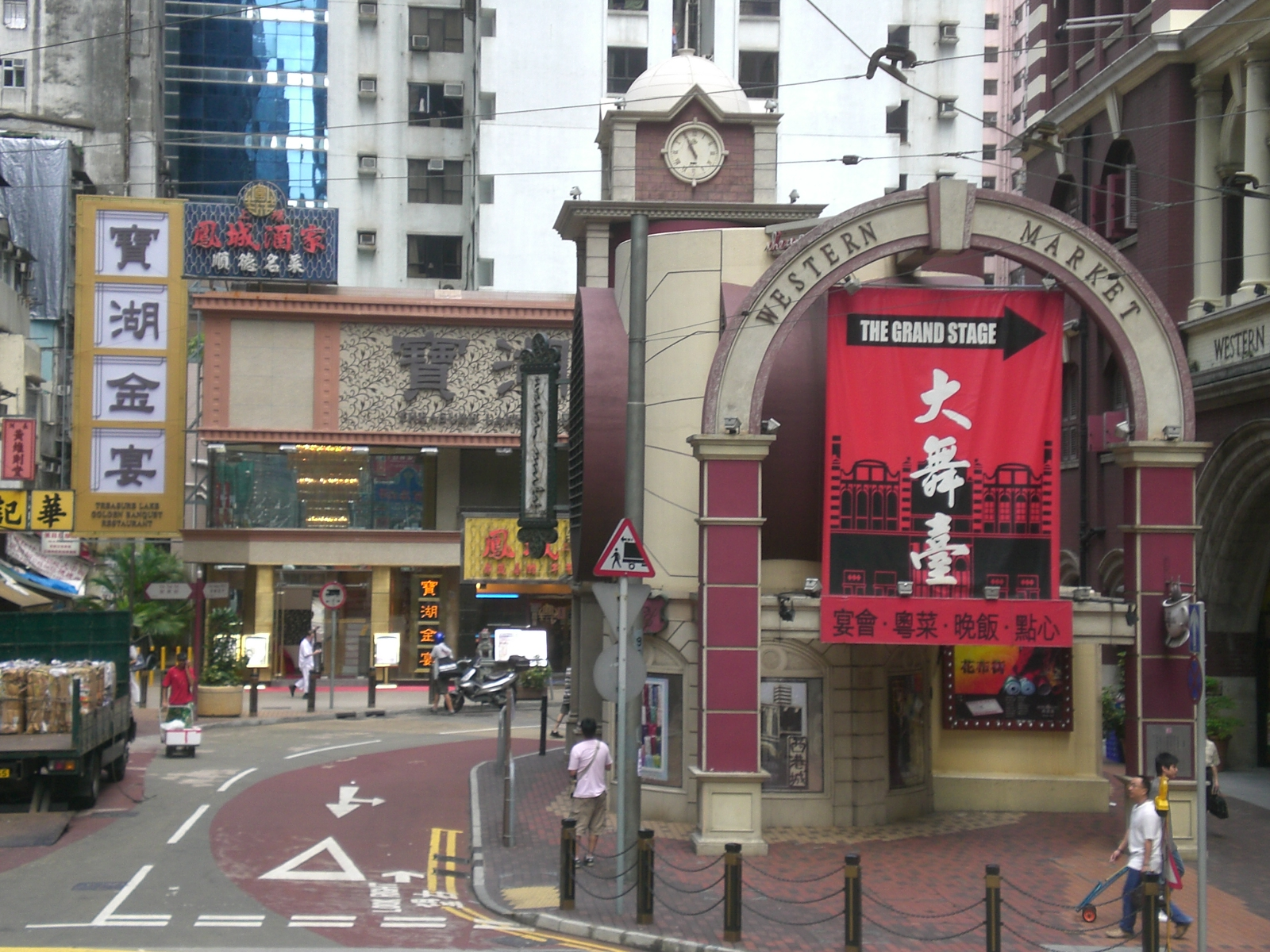
時計塔

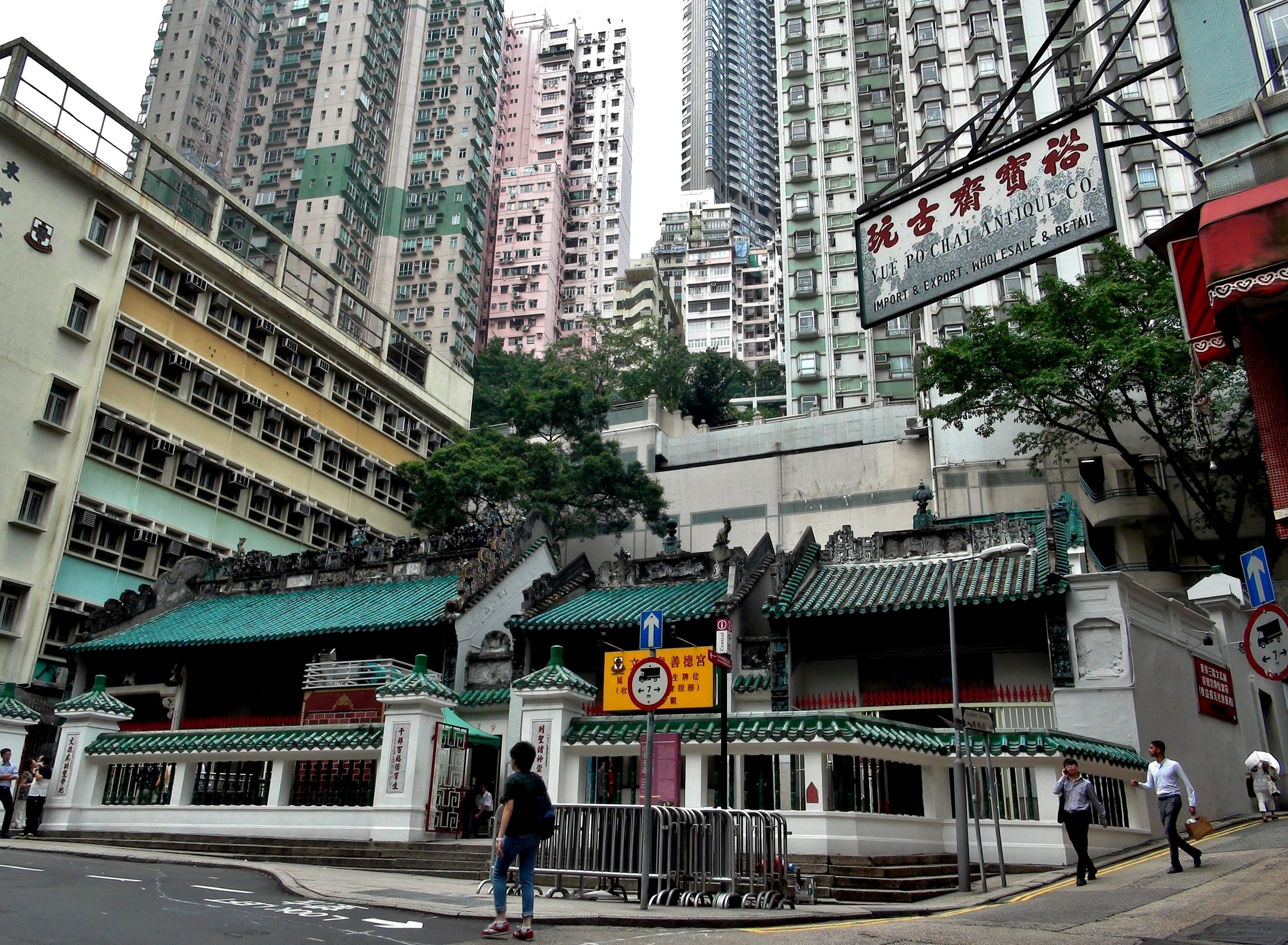
文武廟

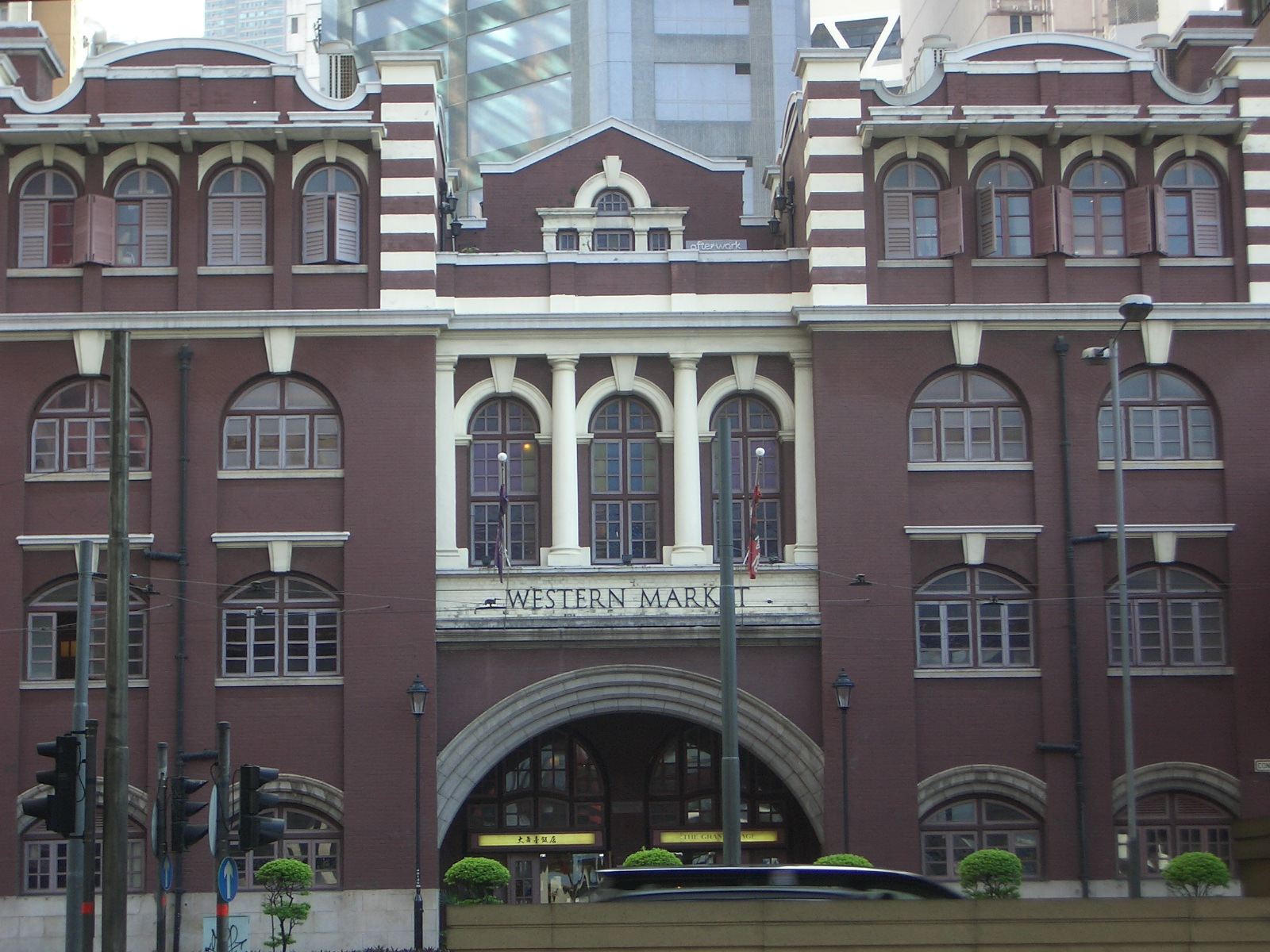
西港城

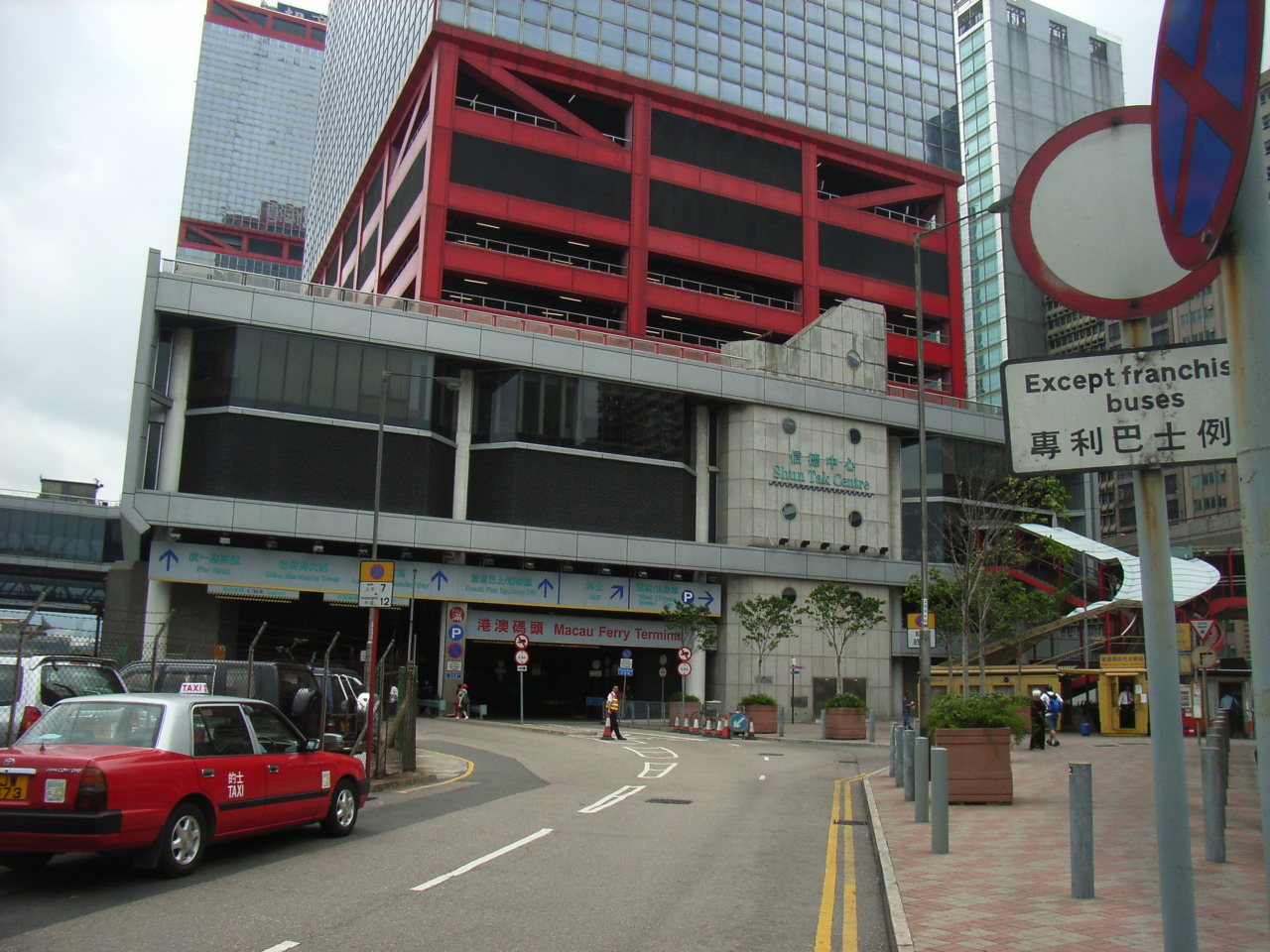
信徳センター・マカオ・フェリー・ターミナル

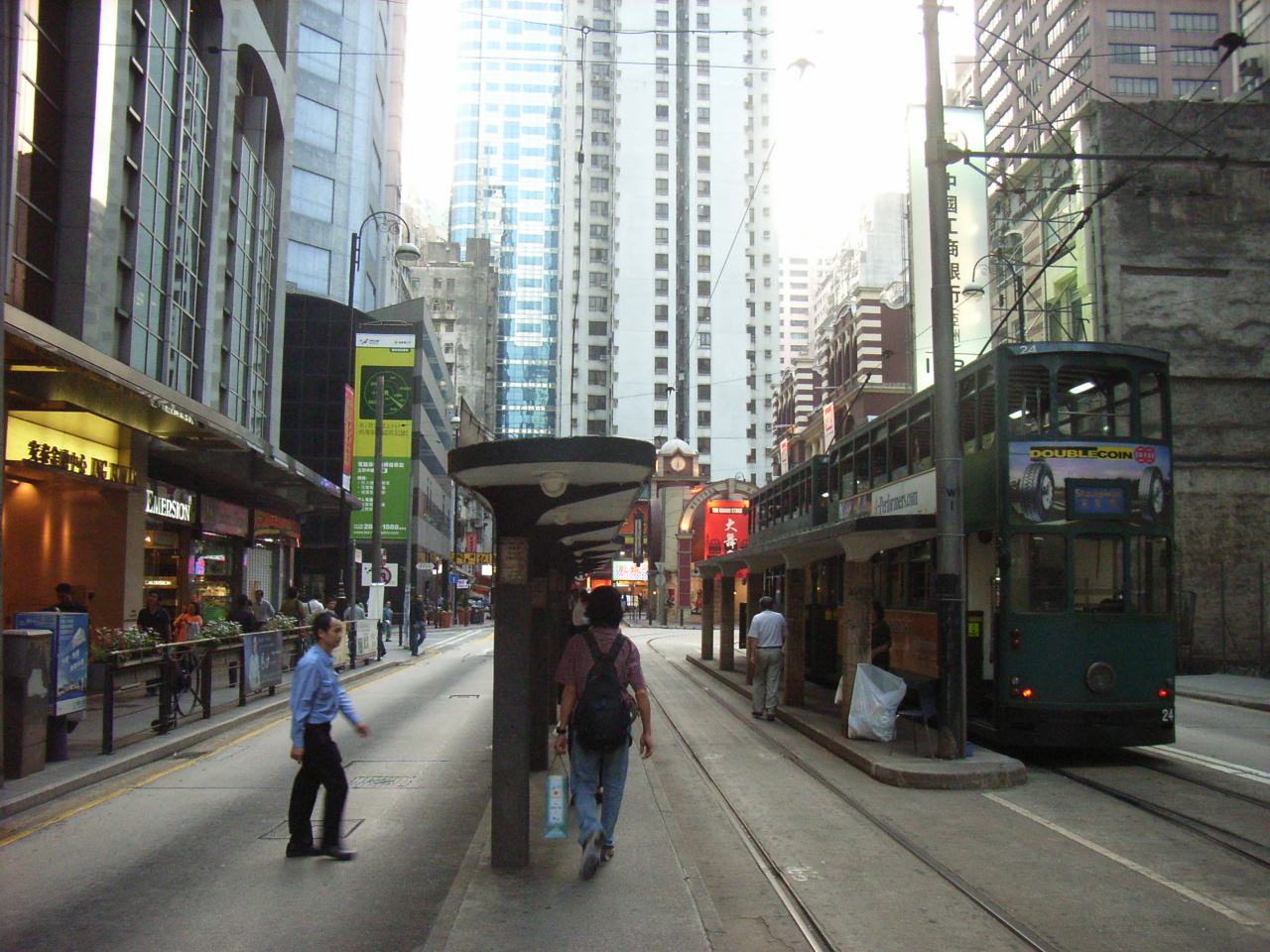
トラム停留所

上環（じょうかん、広: ションワン、スンワン）は、香港中西区に位置する香港島北岸の一地域で、かつて、その一部はヴィクトリア市を構成していた。

## 位置と歴史
中環の西、西営盤の東に位置し、北にビクトリア・ハーバー、南に高級住宅街半山区と接する。
上環は、「四環九約」といわれる1842年植民地化当時から、英国人入植者が集住した地域の一部であり、 クイーンズロード・セントラル(皇后大道中)とハリウッドロードの間の水坑口街（ポゼッション・ストリート）から市街化が始まった。水坑口街は当時海岸部にあったが、埋め立ての結果、現在、海岸部から少し離れている。1980年代までは、埠頭付近にはナイトマーケット、ハリウッド公園付近には大規模な屋台群が出て、プアマンズナイトクラブ（平民夜總會）と呼ばれたが、返還後急速に大型ビルが建設されるなどビジネス街化が進んでいる。

## 特色
上環は、香港のビジネス街であり、多くの中国資本の企業がオフィスを構える。
現在の香港証券取引所の前身である「聯合交易所」が成立する前、香港の株式や社債は上環にあった4箇所の取引所で売買されていた。現在でも、貴金属取引所「金銀業貿易場」及びその他2箇所の商品取引所が蘇杭街にある。
上環は、また、香港の海産物及び漢方薬の集散地である。文咸東街及び文咸西街には漢方薬店が林立し、「南北行」と呼ばれている。海産物は、徳輔道の西部一帯に所在し、「三角碼頭」と呼ばれている。
ハリウッドロード（荷里活道）及び摩羅街は、骨董品街として著名で観光スポットでもある。

## 主要建造物・名所
- ブレイク・ガーデン
- ハリウッドロード・パーク
- 文武廟
- 百子里公園
- 上環市政ビル
- 信徳センター
- ソーホー
- ザ・センター（中環中心）
- 東華病院
- 西港城（ウェスタン・マーケット）
- 上環市場[2]

## 街区・通り
主要な街区・通りを以下に記す。
- 鴨巴甸街（アバディーン・ストリート）、中環との境界をなす。
- 文咸街（ボンナム・ストランド）、文咸東街及び文咸西街よりなる。
- 必列者士街（ブリッジズ・ストリート）
- 急庇利街（クレバリー・ストリート）、香港総督府第2代公有地監督官チャールズ・セント・ジョージ・クレバリーに因む[3]。
- 徳輔道（デ・ボー・ロード）
- 歌賦街（ゴフ・ストリート）
- 禧利街（ヒリアー・ストリート）
- ハリウッドロード（荷李活道）
- 蘇杭街（ジャーボイス・ストリート）
- 楼梯街（ラダー・ストリート）
- 文華里
- 摩利臣街（モリソン・ストリート）
- 水坑口街（ポゼッション・ストリート）
- 磅巷
- クイーンズロード・セントラル、クイーンズロード・ウェスト
- 林士街（ラムゼー・ストリート）
- 城皇街
- 太平山街
- 摩羅街
- 威霊頓街（ウェリントン・ストリート）
- 永利街
- 永楽街
- 永勝街

## 交通
香港鉄路（港鉄 MTR）港島線の駅である上環駅が供用されている。2014年11月までは起終点であったが、延長工事の完成に伴い、中間駅となった。
香港トラムの停留所は、西港城（ウェスタン・マーケット）に所在し、当停留所で折り返す系統もある。
信徳センターに隣接する中環（港澳碼頭）バスターミナルは、香港島最大のバスターミナルの一つであり、香港各所へのバスの発着場となっている。
信徳センターにあるマカオ・フェリー・ターミナルからは、頻繁にマカオとのフェリーが発着し、珠江デルタ沿いの中国本土各地へのフェリーも発着している。